# 영혼의 사랑
영혼의 사랑(Defending Your Life)은 미국에서 제작된 앨버트 브룩스 감독의 1991년 코미디, 판타지, 멜로/로맨스 영화이다. 앨버트 브룩스 등이 주연으로 출연하였고 마이클 그릴로 등이 제작에 참여하였다.

## 출연

### 주연
- 앨버트 브룩스
- 메릴 스트립
- 립 톤
- 리 그랜트
- 벅 헨리

### 조연
- 마이클 더렐
- 제임스 에크하우스
- 게리 비치
- 줄리 콥
- 피터 셕

## 제작진
- 공동제작: 로버트 그랜드
- 미술: 아이다 랜덤
- 의상: 데보라 린 스콧
- 배역: 바바라 클라먼
- 배역: 마크 삭스